# Henry Edward Burstall
Pour les articles homonymes, voir Burstall.
Sir Henry Edward Burstall (26 août 1870 - 8 février 1945) est un général canadien.

## Jeunesse
Née au Domaine Cataraqui, Sillery, Québec, il est le fils du riche marchand John B. Burstall (1832–1896) et de Fanny Bell Forsyth, fille de James Bell Forsyth lequel a été constructeur du Domaine Cataraqui en 1831.
Burstall fait ses études à la Bishop's College School et au Collège militaire royal du Canada à Kingston (Ontario) (1887–1889),.

## Service militaire

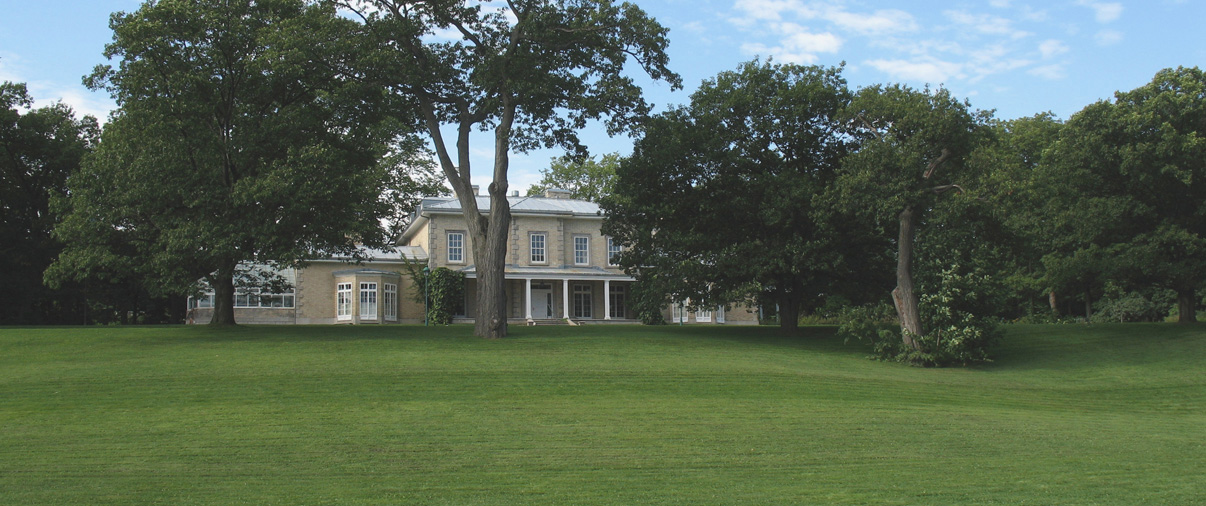
Domaine Cataraqui, où Burstall est né et a grandi, construit par son grand-père James Bell Forsyth

Il commande le Régiment royal de l'Artillerie canadienne en 1889 et sert en Afrique du Sud avec le 1re contingent canadien pendant la Guerre des Boers. De 1901 à 1902, il rejoint la Constabulary sud-africaine (en) au Transvaal. Il est promu lieutenant-colonel en 1908 et commande le Royal Canadian Horse Artillery en 1911.
Pendant la Première Guerre mondiale, il est breveté colonel et brigadier-général de l'artillerie, dans la 1re Division du Canada de 1914 à 1915. Il est promu major-général et devient General Officer Commanding (GOC) de l'Artillerie royale canadienne de 1915 à 1916. De 1916 à 1918, il est GOC de la 2e Division du Canada.
Après la guerre, il est quartier-maître général au ministère de la Défense nationale de 1919 à 1920. De 1920 à 1925, il est inspecteur général. Il prend sa retraite en 1925 et s'installe en Angleterre. Il meurt en 1945 à Headbourne Worthy, Hampshire, Angleterre Il est enterré dans le cimetière de St Swithun's Headbourne Worthy.

## Distinctions
Il est créé Compagnon de l'Ordre du Bain en 1915, Compagnon de l'Ordre de Saint-Michel et Saint-Georges en 1917, Chevalier Commandeur de l'Ordre du Bain en 1918, et Chevalier Commandant de l'Ordre de Saint-Michel et de Saint-Georges en 1919. Le 15 février 1917, Burstall est reçu dans l'Ordre de Saint Stanislas, 2e classe (avec des épées) par Nicolas II de Russie, et le 21 août 1919, il reçoit la Croix de guerre française.
La ville de Burstall (Saskatchewan), constituée en village en 1921, est nommée en son honneur. Le mont Burstall (2 760 m), qui fait partie de la Spray Range, Kananaskis Park, Alberta a été nommée en 1918 en son honneur.

### Livres
- 4237 Dr. Adrian Preston & Peter Dennis (édité) "Swords and Covenants" Rowman And Littlefield, Londres. Heaume Croom. 1976.
- H16511 Dr Richard Arthur Preston "Pour servir le Canada: une histoire du Collège militaire royal du Canada" 1997 Toronto, University of Toronto Press, 1969.
- H16511 Dr Richard Arthur Preston "Le CMR du Canada - Une histoire du Collège militaire royal" Deuxième édition 1982
- H16511 Dr Richard Preston "R.M.C. et Kingston: l'effet des influences impériales et militaires sur une communauté canadienne" 1968
- H1877 R. Guy C. Smith (éditeur) "Comme vous étiez! Les anciens cadets se souviennent". En 2 volumes. Volume I: 1876-1918. Volume II: 1919-1984. Collège militaire royal. [Kingston]. Le R.M.C. Club du Canada. 1984